# Passiflora adenopoda
Passiflora adenopoda je biljka iz porodice Passifloraceae. Raširena je po Srednjoj Americi, Meksiku, Venezueli, Kolumbiji, Ekvadoru i Peruu.
To je lijana koa ima atraktivne bijele i ljubičaste cvjetove koji daju neobične plodove koji sazrijevanjem postaju tamnoljubičasti, ali definitivno nisu jestivi kao mnoge druge pasiflore i sadrže otrovne kemikalije. Listovi s velikim režnjevima pridonose njegovoj privlačnosti, a oni imaju vrlo neobične kukaste trihome koji im pomažu u penjanju.
Kod uzgoja, nakon što je biljka dovoljno velika, cvjetanje se može potaknuti čestim obrezivanjem.

## Sinonimi
- Ceratosepalum micranthum Oerst.
- Ceratosepalum parviflorum Mast.
- Dysosmia acerifolia (Cham. & Schltdl.) M.Roem.
- Passiflora acerifolia Cham. & Schltdl.
- Passiflora aspera Sessé & Moc.
- Passiflora ceratosepala Mast.
- Passiflora scabra Sessé & Moc.